# Hersilia mjoebergi
Hersilia mjoebergi är en spindelart som beskrevs av Baehr 1993. Hersilia mjoebergi ingår i släktet Hersilia och familjen Hersiliidae. Inga underarter finns listade i Catalogue of Life.